# Le Huit (roman)
Ne doit pas être confondu avec Le Huit d'épées.
Le Huit (titre original : The Eight) est le premier roman de Katherine Neville, publié le 27 décembre 1988. 
Comparé aux travaux de Umberto Eco quand il fut publié, il s'agit d'un thriller dans lequel l'héroïne, Catherine Velis, doit entrer dans un énigmatique monde de danger et de conspiration dans le but de retrouver les pièces du jeu de Montglane, un échiquier légendaire ayant appartenu à Charlemagne.
Ce roman a une suite, Le Feu sacré, qui a été publiée en 2008 aux États-Unis, en 2009 en France.

## Résumé
La narration alterne plusieurs lieux à des époques différentes. Elle commence dans le Sud de la France en 1790, et en parallèle à New York, en 1972.
Les protagonistes sont à la recherche des pièces du jeu de Montglane, un jeu d'échecs dont on découvre l'origine au fil du livre. Celui-ci aurait notamment appartenu à Charlemagne, avant que les pièces ne soient cachées dans une abbaye des Pyrénées. Le jeu possèderait un pouvoir particulier, semble recéler un secret capital, et attire donc de nombreuses convoitises.

## Analyse
L'auteur construit l'ambiance de la première page autour de la couleur de la fleur de cerisier-fruit, qu'elle dit être rouge - alors que cette fleur est blanche, avec une légère touche de rose pâle pour certaines espèces mais en aucun cas rouge sang.[réf. nécessaire]
Katherine Neville mentionne Alisa Melekhina, alors jeune compétitrice aux échecs, dans une interview au New York Times. Elle indique s'être inspirée d'elle lors de l'écriture du roman, alors que celle-ci avait douze ans : « Acknowledgments: "Alisa Melekhina (twelve years old at the time), who helped give me rare insight into a child chess competitor's perspective on what it feels like to play international competition chess." ».[réf. nécessaire]